# 御币岛站
御幣島站（日语：／ Mitejima eki */?）是一個位於日本大阪府大阪市西淀川區御幣島一丁目，屬於西日本旅客鐵道（JR西日本）JR東西線的鐵路車站。車站編號是JR-H47。由於車站周邊河流較多，不少渡船在此處航行，該站的記號被定為「渡船」（渡し船）。

## 歷史
- 1996年（平成8年）5月16日：站名決定為「御幣島站」。臨時站名為「歌島橋站」[2][注 1]。
- 1997年（平成9年）3月8日：随JR东西线全线开通而正式启用。
- 2003年（平成15年）11月1日：正式支持IC卡「ICOCA」[3]。
- 2011年（平成23年）3月8日：引入JR寶塚、JR東西、學研都市線運行管理系統（日语：アーバンネットワーク運行管理システム#JR宝塚・JR東西・学研都市線システム）。引入接近音樂（日语：接近メロディ）。
- 2018年（平成30年）3月17日：引入車站編號。

## 车站结构
御币岛站共有两层，其中地下一层为站厅层，地下二层为月台层。本站的站台为岛式站台，其中1站台为尼崎方向站台，2站台则为京桥方向站台。另外，本站共设有3个出入口，其中1号出入口位于西淀川区役所附近，2号出入口位于附近，3号出入口则位于西淀川消防署附近。
| 地下 一层 | 站厅                                                   | 检票口、洗手间、站务室等                           |
| 地下 二层 |                                                        | 1号站台 JR东西线往尼崎、宝塚、三之宫方向（加岛站） |
| 地下 二层 | 島式站台                                               |                                                    |
| 地下 二层 | 2号站台 JR东西线往北新地、京桥、四条畷方向（海老江站） |                                                    |

## 使用情況
根据大阪府统计年鉴，本站开通第一年的日平均乘车人数为6,301人。随后本站客流大体呈逐年上升趋势。至2018年时，本站日平均乘车人数为13,437人。以下是该站各年度日平均乘车人次：
| 年度               | 1日平均 上車人次 | 來源     |
| ------------------ | ---------------- | -------- |
| 1997年（平成09年） | 6,301            | [ * 1 ]  |
| 1998年（平成10年） | 7,240            | [ * 2 ]  |
| 1999年（平成11年） | 7,640            | [ * 3 ]  |
| 2000年（平成12年） | 8,279            | [ * 4 ]  |
| 2001年（平成13年） | 8,880            | [ * 5 ]  |
| 2002年（平成14年） | 9,270            | [ * 6 ]  |
| 2003年（平成15年） | 9,670            | [ * 7 ]  |
| 2004年（平成16年） | 9,852            | [ * 8 ]  |
| 2005年（平成17年） | 10,051           | [ * 9 ]  |
| 2006年（平成18年） | 10,580           | [ * 10 ] |
| 2007年（平成19年） | 10,869           | [ * 11 ] |
| 2008年（平成20年） | 11,056           | [ * 12 ] |
| 2009年（平成21年） | 11,111           | [ * 13 ] |
| 2010年（平成22年） | 11,337           | [ * 14 ] |
| 2011年（平成23年） | 11,673           | [ * 15 ] |
| 2012年（平成24年） | 11,952           | [ * 16 ] |
| 2013年（平成25年） | 12,182           | [ * 17 ] |
| 2014年（平成26年） | 12,144           | [ * 18 ] |
| 2015年（平成27年） | 12,620           | [ * 19 ] |
| 2016年（平成28年） | 12,880           | [ * 20 ] |
| 2017年（平成29年） | 13,185           | [ * 21 ] |
| 2018年（平成30年） | 13,437           | [ * 22 ] |

## 相鄰車站
西日本旅客鐵道（JR西日本）
 JR東西線
■快速、■區間快速、■普通（全部在JR東西線內各站停車）
海老江（JR-H46）－御幣島（JR-H47）－加島（JR-H48）

### 使用情況
1. ↑  （页面存档备份，存于） （页面存档备份，存于）  （页面存档备份，存于） - 大阪府
2. ↑  （页面存档备份，存于） （页面存档备份，存于）  （页面存档备份，存于） - 大阪市

大阪府統計年鑑
1. ↑  PDF
2. ↑  PDF
3. ↑  PDF
4. ↑  PDF
5. ↑  PDF
6. ↑  PDF
7. ↑  PDF
8. ↑  PDF
9. ↑  PDF
10. ↑  PDF
11. ↑  PDF
12. ↑  PDF
13. ↑  PDF
14. ↑  PDF
15. ↑  PDF
16. ↑  PDF
17. ↑  PDF
18. ↑  PDF
19. ↑  PDF
20. ↑  PDF
21. ↑  PDF
22. ↑  PDF

## 外部連結
- 御幣島｜車站資訊：JR出門網 - 西日本旅客鐵道

34°42′45″N 135°27′20″E / 34.712589°N 135.455681°E